# Randori
il Randori (in giapponese 乱取り) indica l'esercizio libero nelle arti marziali, contrapposto allo studio delle tecniche strutturate dei kata. Può quindi essere visto come la messa in pratica di queste ultime.
Questa pratica, introdotta nel Judo dal maestro e fondatore Jigorō Kanō, è il carattere distintivo di questa arte marziale che permette di praticare le tecniche, in una simulazione di un combattimento reale, con la massima efficacia senza ferire il compagno o dover frenare il colpo (cosa che invece accade in moltissime altre arti marziali).
I praticanti, dopo un inchino che rappresenta la consapevolezza dell'inizio dell'incontro, lottano tra loro come in uno scontro reale utilizzando tecniche di proiezione (nage-waza), e solo dopo essere riusciti a far cadere l'avversario, di immobilizzazione al suolo (osae-komi-waza), strangolamenti (shime-waza) e leve articolari (kansetsu-waza), non sono comunque permesse le atemi-waza ed altre tecniche adatte solo a situazioni di reale pericolo.
Nel Judo tradizionale il Randori deve essere praticato in conformità al principio del miglior impiego delle energie, l'esatta misura di forza velocità e precisione, ed è fondamentale per consentire il perfezionamento delle tecniche precedentemente studiate e di migliorare il proprio spostamento e postura. Inoltre permette il miglioramento del controllo sulla mente e sul corpo, preparando così il judoka a qualunque tipo di situazione di emergenza o attacco, che esso sia impulsivo o premeditato.